# آرتور رولی (بازیکن فوتبال، زاده ۱۸۷۰)
آرتور رولی (انگلیسی: Arthur Rowley؛ زادهٔ 1870) بازیکن فوتبال اهل بریتانیا است.
از باشگاه‌هایی که در آن بازی کرده‌است می‌توان به باشگاه فوتبال استوک سیتی، باشگاه فوتبال بریستول راورز، و باشگاه فوتبال پورت ویل اشاره کرد.